# هارييت لويز هاردي
هارييت لويز هاردي (بالإنجليزية: Harriet Louise Hardy)‏ هي مُدرسة أمريكية، ولدت في 23 سبتمبر 1906 في أرلينغتون ‏ في الولايات المتحدة، وتوفيت في 13 أكتوبر 1993 بسبب سرطان.